# هوغو أغيلار
هوغو أغيلار (بالإسبانية: Hugo Aguilar Naranjo)‏ هو شخصية أعمال وسياسي كولومبي، ولد في 4 يناير 1952 في كولومبيا. حزبياً، نشط في تقارب المواطنين.